# Robert Andrzejuk
Robert Sebastian Andrzejuk (Breslavia, 17 de julio de 1975) es un deportista polaco que compitió en esgrima, especialista en la modalidad de espada. Está casado con la esgrimidora Danuta Dmowska.
Participó en los Juegos Olímpicos de Pekín 2008, obteniendo una medalla de plata en la prueba por equipos (junto con Tomasz Motyka, Adam Wiercioch y Radosław Zawrotniak).
Ganó una medalla de bronce en el Campeonato Mundial de Esgrima de 2009 y cinco medallas en el Campeonato Europeo de Esgrima entre los años 2004 y 2007.

## Palmarés internacional
| Juegos Olímpicos   | Juegos Olímpicos            | Juegos Olímpicos  | Juegos Olímpicos   |
| Año                | Lugar                       | Medalla           | Prueba             |
| ------------------ | --------------------------- | ----------------- | ------------------ |
| 2008               | Pekín (China)               | Medalla de plata  | Espada por equipos |
| Campeonato Mundial |                             |                   |                    |
| Año                | Lugar                       | Medalla           | Prueba             |
| 1997               | Ciudad del Cabo (Sudáfrica) | Medalla de bronce | Espada individual  |
| Campeonato Europeo |                             |                   |                    |
| Año                | Lugar                       | Medalla           | Prueba             |
| 2004               | Copenhague (Dinamarca)      | Medalla de plata  | Espada por equipos |
| 2004               | Copenhague (Dinamarca)      | Medalla de bronce | Espada individual  |
| 2005               | Zalaegerszeg (Hungría)      | Medalla de oro    | Espada por equipos |
| 2006               | Esmirna (Turquía)           | Medalla de plata  | Espada por equipos |
| 2007               | Gante (Bélgica)             | Medalla de plata  | Espada por equipos |